# Forêts des Seychelles granitiques
Localisation
Les forêts des Seychelles granitiques forment une écorégion définie par le fonds mondial pour la Nature (WWF) qui couvre l'intégralité des Îles Intérieures, aux Seychelles. Elle appartient à l'écozone afrotropicale et au biome des forêts décidues humides tropicales et subtropicales.